# François Solier
François Solier (Brive, Corrèze, 1558- Burdeos, 1628) fue un teólogo e historiador jesuita francés. 

## Biografía
Entró a la Compañía de Jesús en 1577. Estuvo dedicado a la enseñanza durante diez años, en particular en el Colegio de Limoges del cual fue rector desde su fundación. Se le cuestionaron ciertas aseveraciones teológicas de sus libros en la Universidad de la Sorbona, pero el padre Solier se defendió asegurando que sus libros no habían merecido ninguna observación del Tribunal del Santo Oficio español y resultaba insólito que en Francia fuesen más exigentes que en España.

## Obras
- Vie de Saint Francois de Borgia (París, 1597)
- Traite de la mortification (París, 1598)
- Traite de la l'oraison mentale (París, 1598)
- Vie de J. Lainez (París, 1599)
- Manual de exercises spirituels (París, 1601)
- La science des Saints (París, 1609)
- Historie ecclesiastique du Japon (París, 1620)